# Krisztina Magát
Krisztina Magát, née le 2 mars 1989 est une haltérophile hongroise.

## Palmarès

### Championnats d'Europe
- 2018 à Bucarest
  -  Médaille d'argent en plus de 90 kg
- 2017 à Split
  -  Médaille de bronze en plus de 90 kg
- 2013 à Tirana
  -  Médaille de bronze en plus de 75 kg